# Kepler-55
Kepler-55 — звезда в созвездии Лиры на расстоянии около 1271 светового года от нас. Вокруг звезды обращаются, как минимум, пять планет.

## Характеристики
Kepler-55 представляет собой оранжевый карлик 16-й видимой звёздной величины, по размерам и массе приблизительно вдвое меньше Солнца. Впервые в астрономической литературе упоминается в каталоге 2MASS, опубликованном в 2003 году. Масса звезды равна 0,62 солнечной, а радиус — 0,58 солнечного. Температура поверхности звезды составляет приблизительно 4362 кельвина.